# Xã Webster, Quận Hamilton, Iowa
Xã Webster (tiếng Anh: Webster Township) là một xã thuộc quận Hamilton, tiểu bang Iowa, Hoa Kỳ. Năm 2010, dân số của xã này là 252 người.